# Machalotli
Machalotli je obec okresu Cunta v Dagestánské republice Ruské federace.

## Charakteristika obce
Obec leží ve výšce 2020 m n. m. v údolí řeky Čerežná, na úpatí hřebenu Tlita.
S dalšími obcemi chulagajského údolí tvoří vesnický okres Terutli. Počet obyvatel vesnického okresu Terutli se pohybuje okolo 500 lidí. Počet obyvatel samotné obce Machalotli není znám. Obyvatelé obce jsou ruští pohraničníci a místní Cezové. Dostupnost obce je komplikovaná kvůli vysokohorským podmínkám v zimních měsících a častým sesuvům půdy v letních měsících. Do obce vede pouze místní cesta.